# Polikarpov I-5
O Polikarpov I-5 era um monoposto biplano que se tornou o principal caça soviético em seu ano de introdução, 1931. Em meados de 1936, se tornou o treinador avançado padrão para a formação de pilotos de caça. Após a Operação Barbarossa, que destruiu boa parte dos modelos mais modernos da Força Aérea Soviética (VVS) estacionados próximos da fronteira, os I-5, estacionados no interior, foram reequipados com 4 metralhadoras e suportes para bombas, e usados em ataques ao solo e bombardeios noturnos. Foram retirados do serviço em definitivo em 1942, quando a produção de aeronaves começou a se recuperar, com modelos como o famoso Ilyushin Il-2 se tornou disponível, além da grande ajuda americana e britânica em equipamento moderno, mas inadequado para as necessidades destes países.
|  |